# 斯特勞德 (英國國會選區)
斯特勞德（英語：Stroud），英國國會一郡選區，位於英格蘭西南部格洛斯特郡西南部，包括斯特勞德區大部份地區。
創設於1832年，1885年由兩席減少至一席。在2010年大選中保守黨的尼爾·卡邁克爾以40.8%選票，擊敗1997年以來任當區議員、工黨的大衛·德魯。